# Christian Hallig
Christian Bruno Karl Hallig (* 30. August 1909 in Dresden; † 2001) war ein deutscher Drehbuchautor, Dokumentarfilmer, Filmregisseur, Filmproduzent und Schriftsteller.

## Leben und Wirken
Der Sohn des Regierungsamtmanns Willy Hallig besuchte das humanistische Gymnasium und studierte anschließend bis zur Promotion Zeitungswissenschaft an der Universität Leipzig. 1933 wurde Dr. Christian Hallig von der UFA als Dramaturg eingestellt und blieb in dieser Position bis 1940. In dieser Zeit war er zuletzt auch als Drehbuchautor aktiv für Unterhaltungsfilme. 1940 wurde Hallig zur Filmdienststelle des Heeres eingezogen, wo er bis Kriegsende 1945 blieb. Zuletzt im bayerischen Großraum Garmisch-Partenkirchen/Mittenwald eingesetzt, wo sich Hallig später zeitweilig niederließ und als Dokumentarfilmer arbeitete, will er sich zuletzt dem antinazistischen Widerstand „Turicum“ angeschlossen haben und in seiner Funktion als Unteroffizier, der vor Ort einen Lehrfilm über die Region anfertigen sollte, Interna über die angebliche Alpenfestung Adolf Hitlers, einen Propagandabluff der Nazis, erfahren haben. Dies verdichtete Hallig Jahrzehnte nach dem Krieg zu einem Buch, dem „Erlebnisbericht“ Festung Alpen. Hitlers letzter Wahn (1989).
1945 diente Hallig kurzzeitig als Verbindungsmann zu den Amerikanern und begann noch im selben Jahr als Kommentator der Wochenschau Welt im Film zu arbeiten. 1949 kehrte Hallig zum Film zurück und drehte als Regisseur mit seiner neu gegründeten Firma „Karwendel-Film“ seinen ersten und einzigen Kinofilm mit Spielhandlung, das Alpen-Krimi-Melodram Das Geheimnis des Hohen Falken. Angesichts der schlechten Kritiken, die der Streifen erhielt, fokussierte der Filmemacher nun sein Tun ganz auf die Herstellung (Regie und Produktion) von Dokumentar-, Industrie- und Lehrfilmen. Eine weitere, sehr kurzlebige Firmengründung Halligs war die Mittenwalder Bristol-Film. Mit der Münchner Nostra-Film besaß Christian Hallig ab 1953 seine letzte und zugleich langlebigste Produktionsfirma. 1961 stellte er mit einem im Auftrag der Bundesanstalt für Arbeitsvermittlung und Arbeitslosenversicherung in Nürnberg produzierten Kurzfilm seine Filmarbeit komplett ein.

## Filmografie
als (Co-)Drehbuchautor beim Spielfilm (komplett):
- 1937: Gewitterflug zu Claudia
- 1938: War es der im 3. Stock?
- 1939: Heimatland
- 1939: Fräulein
- 1939: Kriminalkommissar Eyck
- 1949: Das Geheimnis des Hohen Falken

als Dokumentarfilmer (Regie und Produktion):
- 1950: Der Fall Strobl
- 1951: Man lernt nie aus
- 1953: Gipfelstürmer Rolf
- 1953: Syrien – einst und heute
- 1954: Das liebe Geld
- 1954: Sprühende Wasser
- 1955: Aus Ton geformt
- 1955: Turnier und Tanz
- 1955: Die Welt der Eisriesen
- 1956: Schule der Anmut
- 1956: Kostbarer als Hermelin
- 1957: Schafe in Fels und Schnee
- 1957: Besser fahren
- 1958: Die stillen Helfer
- 1958: Hufeisen nach Maß
- 1959: Ein Licht im Dunkel
- 1960: Rheinstahl Hanomag – Pulsschlag eines Werkes
- 1960: Hannover-Messe
- 1961: Angst 61 (auch Kamera und Drehbuch)
- 1961: Mit buntem Faden (nur Regie)